# Rouxville
Rouxville est une petite ville agricole située dans la province de l'Etat Libre en Afrique du Sud. Baptisée en l'honneur d'un révérend de l'église réformée hollandaise, elle est située sur la route nationale 6, à 30 km de Zastron, 34 km d'Aliwal North, 35 km de Smithfield, 60 km du barrage de Gariep et à 70 km de la frontière avec le Lesotho. La chaîne de montagnes de Witteberg et la chaîne de montagnes du Drakensberg sont également situés à proximité. 

## Démographie
Selon le recensement de 2011, Rouxville compte 1 355 habitants, majoritairement noirs (65% pour 20% de blancs et 13% de coloureds) et de langue maternelle majoritairement sesotho (43%), afrikaans (38%) et xhosa (14%).
Le township de Roleleathunya est situé à proximité à l'ouest de Rouxville et compte 5 955 habitants, majoritairement de langue sesotho (60%) et xhosa (35%). Au total, la localité comprenant Rouxville et le township de 
Roleleathunya compte 9 553 habitants (92,9% de noirs, 3,7% de blancs), essentiellement de langues sesotho (57,5%), xhosa (31,9%) et afrikaans (7,1%).

## Historique
Fondée comme relais de poste dans l'État libre d'Orange en 1864 sur la ferme de Zuurbult, la ville a été baptisée en l'honneur du révérend Pieter Roux (1825-1913) de l'Église réformée néerlandaise. Roux a voyagé dans tout l'est de l'État libre d'Orange pendant de nombreuses années, organisant des services religieux pour les communautés locales. Rouxville a obtenu le statut de municipalité en 1893.

## Économie
Rouxville est une ville essentiellement agricole qui vit notamment de l'élevage de bovins et d'ovins. Elle est réputée pour sa production de laine de merinos.

## Personnalités liées à Rouxville
- Jacobus Johannes Fouché a grandi dans la ferme familiale située près de Rouxville et y a effectué sa scolarité. Il devint l'un des principaux agriculteurs de la région avant de devenir homme politique, ministre puis Président de l'Etat.
- Jan de Wet, né à Rouxville